# Double assassinat du 13 juin 2016 à Magnanville
Le double assassinat du 13 juin 2016 à Magnanville est une attaque terroriste djihadiste visant un couple de fonctionnaires du ministère de l'Intérieur (Jean-Baptiste Salvaing, policier, et Jessica Schneider, agent administratif), perpétrée à leur domicile le 13 juin 2016 dans la commune de Magnanville, dans les Yvelines, en France. Ils ont été tués à l'arme blanche par Larossi Abballa, un islamiste radical se réclamant de l'État islamique. Le forcené a été abattu lors de l'assaut du RAID. Le fils du couple, âgé de trois ans et demi, a été retrouvé indemne et en état de choc par la police.
Mohamed Lamine Aberouz, reconnu coupable de complicité d’assassinat terroriste sur personne dépositaire de l’autorité publique, est condamné à la perpétuité en octobre 2023, peine confirmée en appel en juin 2025.

## Déroulement
Entre 20 h et 20 h 20, le policier qui rentrait dans sa maison allée des Perdrix, dans un quartier pavillonnaire de la commune de Magnanville, dans les Yvelines, est attaqué par Larossi Abballa. Ce dernier a garé sa voiture à vingt mètres de la maison de sa victime vers 20 h et l'attend dissimulé derrière le portail du jardin du couple qu'il a pris pour cible. Poignardé à deux reprises au moment où il pénètre dans son jardin, le policier parvient à prendre la fuite, mais son meurtrier le poursuit et lui donne d'autres coups. La victime a le temps d'alerter le voisinage du danger qu'il court, en invitant les riverains à fuir et à prévenir ses collègues ; mais après avoir essuyé neuf coups de couteau dans l'abdomen, il succombe à ses blessures dans la rue.
L'assaillant se retranche ensuite dans la maison et annonce à l'arrivée des pompiers qu'il a pris en otage la conjointe du policier ainsi que son fils de trois ans. Le quartier est rapidement évacué par la BAC. Lorsque le RAID et la BRI arrivent sur les lieux, les négociations avec le terroriste commencent. Mais ce dernier menace « de tout faire sauter si les policiers investissent les lieux ». Finalement, l'assaut est donné. Le terroriste est abattu vers 0 h 15, et les forces de l'ordre retrouvent le corps de la mère avec la gorge tranchée ainsi que l'enfant, choqué et dans un état de sidération mais sain et sauf,.

## Les victimes et l'assassin

### Victimes
Les victimes sont Jean-Baptiste Salvaing, 42 ans,, commandant de police au commissariat des Mureaux, et sa conjointe Jessica Schneider, 36 ans, adjointe administrative du commissariat de Mantes-la-Jolie,,.
Après une série d'hommages, le couple est inhumé dans l'intimité dans le cimetière de Montagnac, à quelques kilomètres de Pézenas d'où était originaire Jean-Baptiste Salvaing.

### Assassin
L'assassin est Larossi Abballa, Français d'origine marocaine né le 28 mars 1991 à Meulan-en-Yvelines. Musulman pratiquant, il réside dans le quartier du Val Fourré de Mantes-la-Jolie, où au moment de l'attentat il vit toujours, semble-t-il, chez ses parents, retournés au Maroc. Cadet d'une fratrie de quatre, il entame après le collège un BEP électronique qu'il ne valide pas. Il tombe dans la petite délinquance et est condamné à plusieurs reprises : en 2008 pour conduite sans permis et refus d'obtempérer ; en 2010, pour vol avec effraction et recel (157 € dans la caisse d'un salon de coiffure). Avec ses compagnons, il participe fin 2010 à plusieurs entraînements religieux et sportifs dans des parcs du Val-d'Oise et de Seine-Saint-Denis, s'entraînant même à égorger des lapins. Il tente un CAP constructeur de route mais ne trouve pas d'employeur. Grâce à la mission locale, il décroche un contrat en alternance comme magasinier chez Renault.
Le 14 mai 2011, il est incarcéré car soupçonné d'« association de malfaiteurs en relation avec une entreprise terroriste ». Lors d'une perquisition au domicile de ses parents, les policiers retrouvent un agenda avec une liste de cibles potentielles dans son département des Yvelines (commissariats, mosquées et lieux touristiques). Le 30 septembre 2013, le tribunal correctionnel de Paris le condamne à trois ans de prison, dont six mois avec sursis. Le jugement du 30 septembre 2013 relève qu’il était « candidat à un départ pour mener le djihad armé, d’abord au Pakistan puis en Tunisie», « suppliait » ses complices « de le choisir en vue d’un prochain départ, envisageant même de partir dans un premier temps en Tunisie ou de commettre des actes violents sur le territoire national ».
En raison de son prosélytisme islamiste radical, il est transféré dans plusieurs maisons d'arrêt différentes au cours de sa détention où il achève de se radicaliser comme le signalent les services de renseignement pénitentiaire de la maison d'arrêt d'Osny,. Il est libéré le 30 septembre 2013, ayant effectué l'intégralité de sa peine en détention provisoire. Il fait après sa sortie l'objet d'une surveillance de la SDAT (mis sous écoute, fiché S). En 2015, il crée une petite entreprise de livraison nocturne de sandwiches halal, Doctor Food.
Avant l'assaut du RAID, il poste à 20 h 52 une vidéo de treize minutes et seize secondes au moyen de l'application Facebook Live, où il montre les cadavres des victimes ainsi que leur enfant. Il y fait également passer son long message de revendication, dans lequel il :
- invoque Allah à plusieurs reprises[23] ;
- se plaint du fait que la Oumma, longtemps dominante, serait désormais dominée[23] ;
- souhaite bon courage aux musulmans incarcérés en France[23] ;
- enjoint les musulmans de France à s'inspirer des figures guerrières de l'Histoire de l'Islam comme Saladin, Tariq ibn Ziyad et Al-Muʿtas̩im et à commettre des attentats pour rejoindre leur Prophète, Abou Bakr, Othman, Ali, Al-Muthanna (en), Hamza, Ibrahim et Moïse au paradis[23] ;
- cite des textes religieux pour justifier son acte, comme des passages du Coran (le verset 116 de la sourate Al-An'am, les versets 12, 24 et 39 de la sourate At-Tawba), de nombreux ahadith (rapportés par Abou Dawoud, Boukhari et Muslim) et enfin des paroles d'ouléma (tels qu'Ibn Hazm et Adbul Rahman ibn Hassan (ar))[23] ;
- dénonce « les murjites, les soufis » et les « pseudo-salafis » (appellation péjorative utilisée par les salafistes djihadistes pour désigner les salafistes quiétistes), de même que les « imams égareurs » comme « Rachid Abou Houdeyfa et sa clique »[23] ;
- profère des menaces de mort à l'encontre des surveillants pénitentiaires, des policiers, des journalistes (Gilles Kepel, Léa Salamé, Bernard de la Villardière, Ruth Elkrief, Audrey Pulvar et Mohamed Sifaoui), des rappeurs (Kaaris et Booba)[23], ainsi que « les députés et maires de vos villes »[24]. Il affirme également que « l'Euro sera un cimetière »[25] ;
- passe un message d'adieu à sa famille[23].

Lors d'une conférence de presse donnée le 14 juin, le procureur de la République de Paris, François Molins, affirme que la voiture de Larossi Abballa (garée à proximité du domicile de ses victimes) renfermait, entre autres, un moushaf (en) du Coran et deux ouvrages de référence du wahhabisme : Le Guide de la Croyance Authentique du cheikh saoudien Saleh Al-Fawzan et Explication des trois fondements de Mohammed ben Abdelwahhab.
Aucun responsable musulman n'accepte qu'il soit inhumé en France. Il est finalement inhumé le 2 octobre au Maroc.

## Enquête

### Revendication

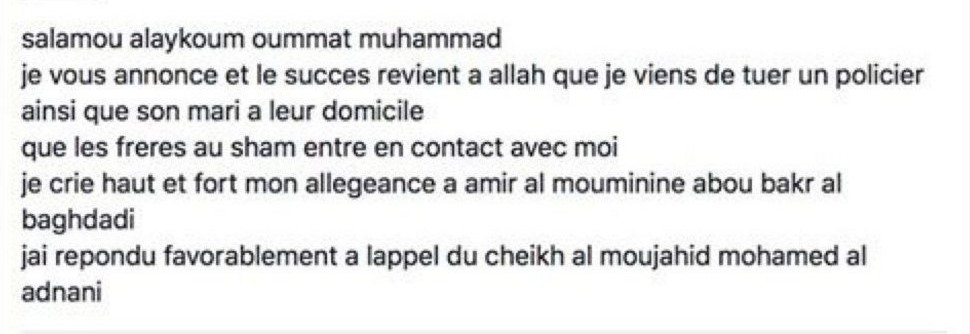
Message de revendication sur en.

Larossi Abballa s'est revendiqué de l'État islamique dans la vidéo qu'il a publiée sur Facebook, ainsi que dans un message sur ce même compte (nommé Mohamed Ali), fermé depuis. Il déclare prêter allégeance au « commandeur des croyants » Abou Bakr al-Baghdadi, « calife » autoproclamé de l'État islamique, et affirme avoir répondu à l'appel de Abou Mohammed al-Adnani, « émir » de l'organisation ayant multiplié les encouragements au massacre des « mécréants » (kouffar).
L'agence de presse et de propagande Amaq de l'organisation terroriste l'a confirmé via Internet :

« Un combattant de l’État islamique tue à l’arme blanche un chef adjoint de police des Mureaux ainsi que sa femme fonctionnaire dans la ville de Magnanville près de Paris,. »

Néanmoins, Amaq n'a diffusé que 11 minutes et 43 secondes de la vidéo de revendication de Larossi Abballa, qui durait originellement 13 minutes et 16 secondes. Les 90 secondes de vidéo coupées au montage par les propagandistes de Daech concernaient des hésitations du tueur (« J'avoue, j'ai pas envie de… hum. ») ainsi que le sort de l'enfant du défunt couple. En effet, pour le journaliste David Thomson : « Il est effectivement possible que du point de vue de l'EI, ce soit une faiblesse de montrer que l'enfant a été épargné ». D'ailleurs, alors que Larossi Abballa s'interrogeait à haute voix sur ce qu'il allait faire de l'enfant, il fut contacté sur Facebook par Loïc F. (sous le pseudonyme "Abdallah Abou Souheila"), un converti à l'islam âgé à l'époque de 24 ans, en contact avec Adel Kermiche (qui, un mois plus tard, tuera le père Hamel lors de l'attentat de l'église de Saint-Étienne-du-Rouvray), Amel Sakaou (complice de l'attentat de la cathédrale Notre-Dame de Paris) et Rachid Kassim (propagandiste de Daech et commanditaire supposé de plusieurs attentats sur le sol français), qui lui ordonna de ne pas le tuer.

### Perquisitions et interpellations
Lors d'une conférence de presse donnée le 14 juin, le procureur de la République François Molins précise que « les premières perquisitions ont permis de trouver au domicile du terroriste trois téléphones, trois couteaux dont un ensanglanté ainsi qu'une liste de cibles mentionnant notamment des personnalités et des professions telles que des journalistes, des rappeurs ou encore des policiers ».
Des proches du tueur suspectés d'être ses complices sont placés en garde à vue. Sur les trois hommes arrêtés dans l'entourage de Larossi Abballa, deux, Charaf-Din Aberouz et Saad Rajraji, sont placés en détention provisoire le 19 juin et mis en examen pour participation à une association de malfaiteurs terroristes en récidive. Frère de Charaf-Din Aberouz, Mohamed Aberouz est incarcéré de septembre 2016 à janvier 2017, soupçonné d'être impliqué dans la tentative d'attentat de la cathédrale Notre-Dame de Paris comme complice de sa fiancé virtuelle Sarah Hervouët, qui a poignardé un policier à Boussy-Saint-Antoine le 8 septembre 2016.
Les enquêteurs mettent en lumière un lien avec l'affaire Sid Ahmed Ghlam, Abballa ayant été vu conduisant un véhicule d'Abdelkader Jalal, complice présumé de Ghlam dans l'assassinat d'Aurélie Châtelain et de l'attentat manqué de Villejuif.
Le 21 juin, trois autres proches de Larossi Abballa sont interpellés, soupçonnés d'avoir effectué des repérages visant des policiers.
Le 3 avril 2017, un proche et la sœur du djihadiste Larossi Abballa, ont été placés en garde à vue.
Le 11 décembre 2017, un homme proche du meurtrier et dont l'ADN a été retrouvé au domicile des victimes est interpellé. Âgé de 24 ans, le suspect est le frère de Charaf-Din Aberouz, déjà mis en examen dans ce dossier et soupçonné d’avoir pu apporter un soutien logistique au tueur du policier. Charaf-Din Aberouz et Saad Rajraji ont été libérés et placés sous contrôle judiciaire après plusieurs mois passés en détention préventive, mais l'un d’eux est retourné en prison pour un autre motif. Le frère interpellé avait déjà été mis en examen dans le cadre de la tentative d'attentat de la cathédrale Notre-Dame de Paris en septembre 2016.
Le 9 avril 2018, la SDAT arrête six personnes. Parmi ces personnes, il y a notamment Maryline Bereaud, major de police, ancienne déléguée départementale du syndicat Alliance, convertie à l'islam ainsi que sa fille considérée comme « radicalisée ». En 2016, une enquête de l'Inspection générale de la Police nationale avait révélé que Maryline Bereaud avait hébergé Mina B., une jeune femme fichée S proche de sa fille. Elle avait dû alors quitter ses fonctions syndicales. Trois hommes font partie aussi des arrêtés. Ils sont âgés de 26, 30 et 33 ans. Il s'agit du frère de Mina B., « décrit comme un proche de Larossi Abballa », d'un membre de l'entourage de la policière et de son fils. Le 10 avril, la police annonce qu'elle avait trouvé en avril 2017 chez Mina B., une clé USB avec les noms de 2 626 agents du renseignement. Il s'agit du personnel issus de la DCRG (Direction centrale des renseignements généraux) et de la DST (Direction de la surveillance du territoire). Le 12 avril, Les magistrats lèvent toutes les gardes à vue « en l'absence d'éléments suffisamment incriminant à ce stade ». Selon Le Point, « Durant la garde à vue de la policière originaire de Nouvelle-Calédonie, la fachosphère s'était déchaînée contre elle en raison de son 'faciès musulman' ». Mina B. était en prison à Fresnes quand elle a été placée en garde à vue « les policiers découvrent qu’elle a fait des recherches sur l’un des membres de la cellule djihadiste de Verviers. Mais également qu’elle communique avec des djihadistes présents sur zone. À l’instar de son frère, elle aurait également été en contact avec Larossi Abballa ». « Elle ne connaissait Larossi Abballa que de vue » rétorque Pierre Degoul, son avocat.
Début décembre 2019, un homme de 37 ans est interpellé. Il s'agit d'un proche de l'une des trois personnes mises en examen. Il est mis en examen soit pour complicité logistique soit pour complicité intellectuelle,,,. Très vite il est relâché sans poursuite,,.

## Procès et condamnation
Si le terroriste, Larossi Abballa, est décédé, son complice présumé est néanmoins jugé. Pour Le Figaro, les charges qui pèsent contre Mohamed Lamine Aberouz « sont lourdes: complicité d’assassinats terroristes, complicité de séquestration terroriste d’un mineur et association de malfaiteurs terroriste. » Celui-ci nie farouchement avoir été présent aux côtés de son ami Larossi Abballa le soir du 13 juin 2016, comme le démontrerait une trace ADN retrouvée sur l’ordinateur des victimes utilisé par ce dernier.
Selon l’ordonnance de mise en accusation, Mohamed Lamine Aberouz aurait par ailleurs contribué « à l’endoctrinement idéologique » de Larossi Abballa et lui aurait fourni « les références idéologiques servant de bases à la rédaction de sa revendication ». Enfin, les deux hommes ont eu la même fiancée, Sarah Hervouët, condamnée pour une tentative d’attentat en 2016 près de Notre-Dame.
En octobre 2023, Mohamed Lamine Aberouz est condamné à la réclusion criminelle à perpétuité, assortie d'une peine de sûreté de 22 ans. Il est reconnu coupable de complicité d’assassinat terroriste sur personne dépositaire de l’autorité publique. Il fait appel de cette condamnation. Sa peine est confirmée en appel le 21 juin 2025.
Son frère, Charaf-Din Aberouz, est arrêté par la BRI pour des menaces de mort contre l’avocat Thibault de Montbrial, qui représente la famille de Jessica Schneider. Il avait déjà été condamné à cinq ans de prison pour association de malfaiteurs en vue de la préparation d'un acte terroriste après avoir tenté de rejoindre en 2011 un camp d'entrainement d'Al-Qaïda dans les zones tribales du Pakistan. Le 18 février 2025, il est déchu de la nationalité française.

## Réactions

### Politiques
François Hollande déclare que « c'est un acte incontestablement terroriste » ajoutant que « la France est confrontée à une menace terroriste de très grande importance ».
Le Premier ministre Manuel Valls dénonce un « acte effrayant » en rappelant « la France est attaquée pour ses valeurs et sa démocratie ».
Bernard Cazeneuve, ministre de l'Intérieur, parle d'un « acte terroriste abject » et qu'il faut « mettre hors d'état de nuire d'éventuels complices ».
Nicolas Sarkozy, président des Républicains, estime que « notre niveau de vigilance doit être adapté sans délai » et ajoute qu'en « s'attaquant à des fonctionnaires de police pour ce qu'ils sont, en utilisant les moyens de la terreur, c'est la République qui est visée et la Nation entière qui est prise pour cible ».
Marine Le Pen, présidente du Front national et candidate à l'élection présidentielle de 2017, réclame l'application de l'article 411-4 du code pénal concernant l'intelligence avec l'ennemi dès que la justice est convaincue qu'une personne possède des relations avec l'État islamique afin de la mettre hors d'état de nuire. Elle évoque ensuite la déchéance de nationalité, l'expulsion des islamistes et le retour à des frontières effectivement contrôlées.
Michel Lebouc, le maire de Magnanville, dénonce un « acte de barbarie inqualifiable » en remerciant les forces de l'ordre « qui ont fait un énorme travail toute la nuit ».
Joaquim Pueyo, député PS membre de la commission parlementaire sur les attentats de Paris et Saint-Denis, avance en commentant ces crimes, que la France possède « des centaines de profils qui peuvent basculer dans ce genre d'actes ».

### Religieuses
Éric Aumonier, évêque de Versailles, condamne ce « sauvage assassinat » et exprime « toute [sa] compassion à l'enfant du couple assassiné ». Il fait part de son « estime pour le travail des policiers, pour le courage que cela demande, pour le calme qu'ils démontrent » et souhaite « qu'ils ne perdent pas leur ardeur et leur goût pour le métier ». Enfin, il invite à « ne jamais [se] décourager d'œuvrer pour la paix, partout où nous sommes, sur le plan local comme pour l'ensemble [de la France] ». Le 15 juin, une messe à la mémoire des deux victimes est dite à la collégiale Notre-Dame de Mantes-la-Jolie, ville voisine de Magnanville.
De son côté, le Conseil français du culte musulman condamne dans un communiqué « cet acte d'horreur, odieux et abject » et « présente ses sincères condoléances aux familles des victimes » tout en appelant à « mettre à profit le mois sacré du Ramadan pour prier pour que la France vive dans la paix, l'unité et la sécurité ». À l'appel d'associations musulmanes, des milliers de personnes défilent le 19 juin à Mantes-la-Jolie pour saluer la mémoire des policiers tués à Magnanville.

## Hommages
Cinq ans après les meurtres, un hommage en mémoire de Jean-Baptiste Salvaing et Jessica Schneider est rendu au commissariat des Mureaux en présence du ministre de l'Intérieur Gérald Darmanin .

## Documentaire télévisé
- « L'attentat de Magnanville » (premier reportage) dans « Spéciale : ils ont marqué l'année 2016 » le 7 janvier 2019 dans Crimes sur NRJ 12.